# 241528 Tubman
241528 Tubman è un asteroide della fascia principale. Scoperto nel 2010, presenta un'orbita caratterizzata da un semiasse maggiore pari a 3,9516412 UA e da un'eccentricità di 0,1382938, inclinata di 3,59483° rispetto all'eclittica.
L'asteroide è dedicato all'attivista statunitense Harriet Tubman.